# Светец покровител
Светец покровител е светец в християнската религия, закрилящ отделен човек, народ, селище, представители на отделни професии или друга социална група. Вярва се, че светците покровители могат да се застъпват за своите подопечни.
Светците покровители много често стават закрилници на местата, където са се родили или живели. Много професии имат светец покровител, например св. Николай Чудотворец е закрилник на моряците.

## Прочетете още
- Светци покровители на етноси